# Jaroslav Goll
Jaroslav Goll (14. července 1846 Chlumec nad Cidlinou – 8. července 1929 Praha-Smíchov) byl český historik a medievalista, pedagog, diplomat, básník, spisovatel a překladatel a dědeček automobilového závodníka Ivana Hodáče a herečky Nataši Gollové.
Jaroslav Goll po sobě nezanechal zásadní ucelené historické dílo, ale proslavil se především jako kritický odpůrce Rukopisu královédvorského a zelenohorského a jako nejvýznamnější pedagog české Karlovy univerzity po jejím rozdělení (1882), který vychoval celou generaci českých historiků nazývaných proto historici Gollovy školy.

## Život

### Mládí
Pocházel z české rodiny německého původu. Jeho otec Adolf Goll působil jako lékař u hraběte Kinského. Matka se jmenovala Marie Daňková. Díky strýci Josefu Daňkovi získal přístup k české obrozenecké inteligenci (Božena Němcová, Emil Frída, Karel Jaromír Erben, Vítězslav Hálek).

### Studia

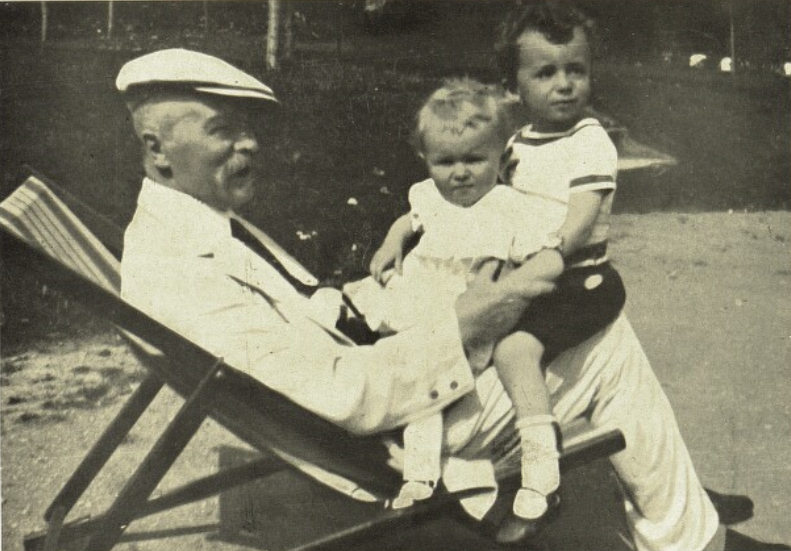
Jaroslav Goll s vnoučaty, Natašou Gollovou a Ivanem Hodáčem

Celá jeho studijní léta probíhala za Bachovského absolutismu. Vystudoval mladoboleslavské gymnázium, maturitu složil na Akademickém gymnasiu v pražském Klementinu. Poté se chtěl věnovat umění a literatuře, ale nebylo mu to umožněno. Proto se přihlásil ke studiu historie na filosofickou fakultu Karlo-Ferdinandovy univerzity v Praze, kde studoval u V. V. Tomka a Konstantina Höflera. Doktorát složil ve 24 letech. Vrátil se na mladoboleslavské gymnázium a rok zde vyučoval. Poté odjel na roční pobyt na Univerzitu Georga Augusta v německém Göttingenu, kde se pod vlivem učitele Georga Waitze naučil pozitivistickému rozboru pramenů a jejich kritice. V letech 1872–73 zastával místo tajemníka velvyslance USA v Berlíně a historika George Bancrofta, začal se zajímat o evropskou historii, především anglicko-francouzské vztahy za třicetileté války. V letech 1874–1880 byl profesorem Českoslovanské obchodní akademie v Praze. V roce 1875 získal docenturu v oboru všeobecných dějin na pražské univerzitě a v roce 1885 se zde stal řádným profesorem a přednášel zde i po r. 1890, kdy odešel na odpočinek.

### Boj o rukopisy
V únoru 1886 vyšla v Masarykově Athenaeu práce Jana Gebauera Potřeba dalších zkoušek Rukopisu královédvorského a zelenohorského, kde byly Rukopisy rozebrány po jazykové a slohové stránce. V této práci se starobylost, tedy pravost Rukopisů zpochybnila. V té době byl boj proti RKZ brán bezmála jako vlastizrada.
Na popud vystoupení přítele Hostinského vystoupil i Goll. Sepsal v polovině roku 1886 Historický rozbor básní rukopisu Královédvorského: Oldřicha, Beneše Heřmanova a Jaroslava. Na universitě se objevila kvůli sporu o RKZ nevraživost mezi starou (Tomek, Kalousek) a novou generací (Goll, Rezek) historiků. Spolu s Gebauerem a T. G. Masarykem se tedy významně podílel na odhalení nepravosti Královédvorského rukopisu.

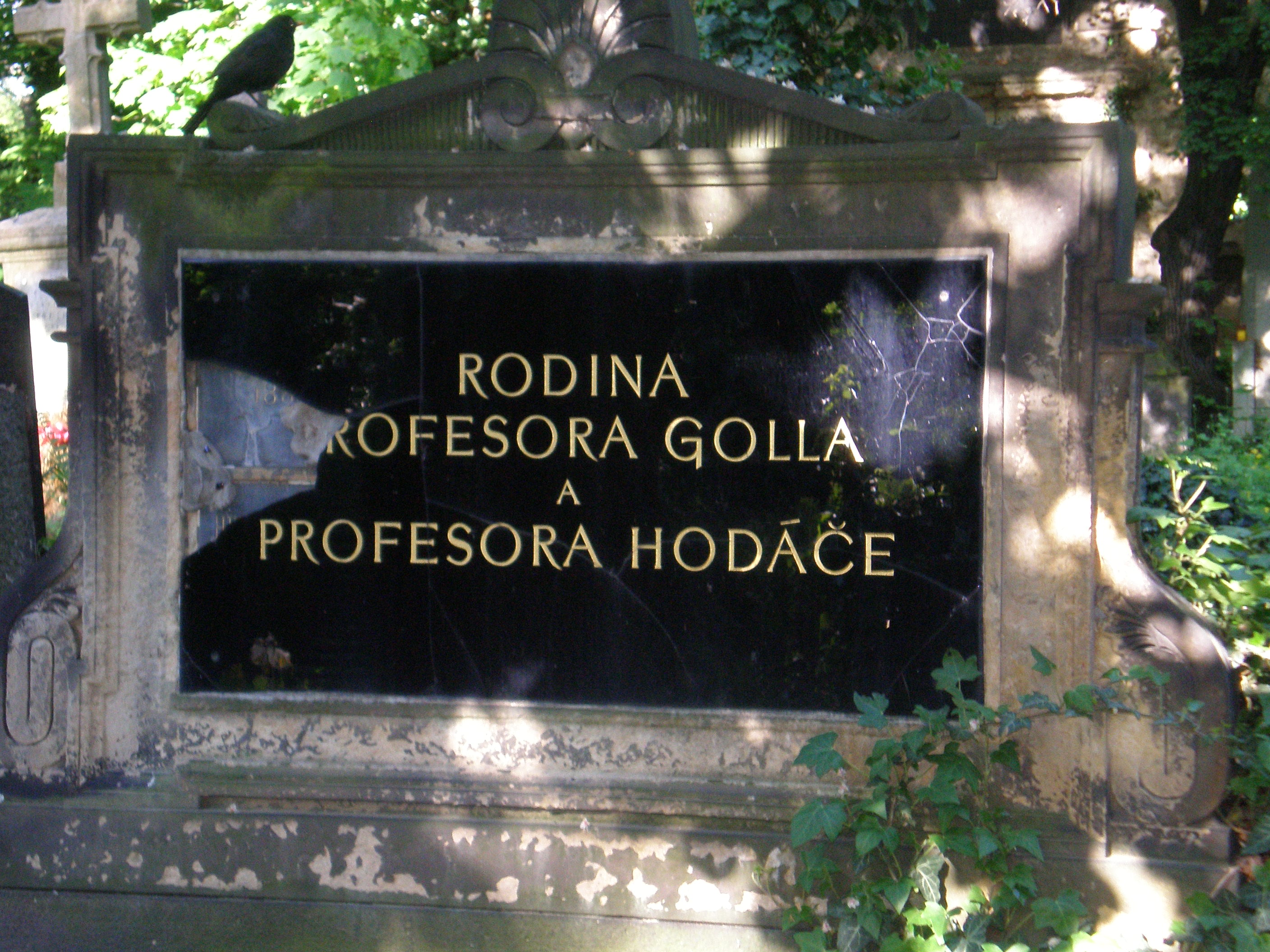
Hrob Jaroslava Golla na Olšanských hřbitovech v Praze

### Pedagogická a další činnost
Je považován za zakladatele pozitivistické historické školy v Česku. Zabýval se především česko-polskými vztahy. Na univerzitě utvořil instituci seminářů, kde se pouze nepřednáší, ale kde se badatel učí rozboru pramenů jako základní historické metodě. Roku 1895 založil Český časopis historický. Z jeho žáků se vytvořila tzv. Gollova škola, jež pokračovala ve stylu jeho práce do 20. století. Jaroslav Goll mimo jiné poskytoval soukromé hodiny pozdějšímu císaři Karlovi I. během jeho studií v Praze.
V roce 1882 byla univerzita rozdělena na českou a německou část Karlo-Ferdinandovy univerzity. Jaroslav Goll zahájil přednášky v české části a roku 1907 byl zvolen jejím rektorem. Jeho práce byly většinou tištěny v Masarykově Athenaeu.
V roce 1874 byl spoluredaktorem Lumíru.

### Osud po 1. světové válce
Za 1. světové války zůstal přes výzvy do poslední chvíle loajální k Rakousku-Uhersku, čímž se po vzniku republiky fakticky vyřadil ze společenského dění a dožil i zemřel veřejností prakticky zapomenut. Je pohřben na Olšanských hřbitovech v Praze.

### Rodina
- 1883 dcera Adéla (Ada), s manželem Františkem Hodáčem jsou rodiči herečky Nataši Gollové (umělecké jméno převzala po dědečkovi) a automobilového závodníka Ivana Hodáče
- 1886 syn Marcel (v pěti letech podlehl záškrtu)

## Dílo
- Básně (1874)
- Příspěvky k životopisu Komenského (1874). Dostupné online.
- Französische Heirath. Frankreich und England 1624 und 1625 (1875)
- Quellen und Untersuchungen zur Geschichte der böhmischen Brüder I., II. (1877)
- Chelčický a Jednota bratrská v 15. století
- Čechy a Prusy ve středověku (1897) plný text: http://openlibrary.org/books/OL24446236M/Čechy_a_Prusy_ve_Stredověku
- František Palacký – studie (1898). Dostupné online.

## Žáci
- Kamil Krofta – historik, diplomat
- Josef Pekař – historik
- Josef Šusta – historik
- Max Dvořák – historik dějin umění
- Václav Novotný – historik
- Petr Bezruč – spisovatel
- Zdeněk Nejedlý – historik, pozdější ministr školství

## Přátelé
- Eduard Albert – český chirurg
- Tomáš Garrigue Masaryk – profesor filozofie
- Otakar Hostinský – estetik
- Vítězslav Hálek – spisovatel
- Antonín Slavíček – český impresionistický malíř
- Bedřich Smetana – skladatel